# Stardom (film)
Stardom è un film del 2000 diretto da Denys Arcand.

## Trama
La giovane e affascinante giocatrice di hockey Tina (Jessica Paré) viene contattata da un fotografo di moda che la segnala a un'agenzia di modeling. Da quel giorno la sua vita cambia radicalmente. In breve tempo diventa il centro d'interesse del fotografo di alta moda Bruce Taylor e dell'agente newyorkese Renny Ohayon, mentre inizia ad avere una relazione con un ristoratore arrivista, profondamente sedotto dalla sua bellezza. Gradualmente la vita privata di Tina viene data in pasto ai mass media. 

## Distribuzione
Il film fu presentato, fuori concorso, al Festival di Cannes del 2000 e al Toronto Film Festival.

## Accoglienza
Il film fu accolto sfavorevolmente dalla critica, come testimonia il punteggio di 42% sul sito Rotten Tomatoes. L'incasso negli Stati Uniti ammontò alla cifra di 10mila dollari. Il film contribuì a lanciare la carriera di Jessica Paré, al suo debutto assoluto.